# Ígor Nadein
Ihor Nadein (en ucraniano: Ігор Олександрович Надєїн; Tula, 3 de marzo de 1948 - Zaporiyia, Ucrania, 25 de diciembre de 2014) fue un futbolista y entrenador de fútbol que jugaba en la demarcación de centrocampista.

## Biografía
Debutó como futbolista en 1966, cuando contaba con 18 años, con el FC Arsenal Tula. Sólo permaneció un año en el club, jugando 15 partidos y marcando tres goles. Tras dejar el club, fue fichado por el FC Zimbru Chișinău. Fue en el club moldavo donde destacó como jugador. Marcó un total de 80 goles y jugando 311 partidos de liga en las nueve temporadas que jugó. Finalmente, tras pasar por el FC Elektrometalurh-NZF Nikopol y por el FC Dnipro Dnipropetrovsk, se retiró como futbolista. Siete años después de haber colgado las botas, el PFK Metalurg Zaporizhia le contrató como entrenador. También entrenó al FC Kryvbas, FC Torpedo Zaporizhya, FC Tiraspol, FC Metalurh-2 Zaporizhya y al FC Helios Járkov, al cual entrenó por partida doble, y último club que entrenó, en 2008.
Falleció el 25 de diciembre de 2014 a los 66 años de edad.

## Clubes

### Como futbolista
| Club                           | País            | Año         | Partidos | Goles |
| ------------------------------ | --------------- | ----------- | -------- | ----- |
| FC Arsenal Tula                | RSFS de Rusia   | 1966 - 1967 | 15       | 3     |
| FC Zimbru Chișinău             | RSS de Moldavia | 1968 - 1977 | 311      | 80    |
| FC Elektrometalurh-NZF Nikopol | RSS de Ucrania  | 1978 - 1980 | 101      | 20    |
| FC Dnipro Dnipropetrovsk       | RSS de Ucrania  | 1980 - 1981 | 24       | 2     |

### Como entrenador
| Club                     | País           | Año         |
| ------------------------ | -------------- | ----------- |
| PFK Metalurg Zaporizhia  | RSS de Ucrania | 1988 - 1992 |
| FC Kryvbas               | Ucrania        | 1993        |
| FC Torpedo Zaporizhya    | Ucrania        | 1994 - 1997 |
| FC Tiraspol              | Moldavia       | 1998 - 1999 |
| FC Torpedo Zaporizhya    | Ucrania        | 2000 - 2002 |
| FC Kryvbas               | Ucrania        | 2002        |
| PFK Metalurg Zaporizhia  | Ucrania        | 2002        |
| FC Metalurh-2 Zaporizhya | Ucrania        | 2002 - 2003 |
| FC Helios Járkov         | Ucrania        | 2004 - 2005 |
| FC Helios Járkov         | Ucrania        | 2007 - 2008 |